# Saison 2022-2023 de l'OGC Nice
Maillots
Chronologie
Saison précédente Saison suivante
La saison 2022-2023 de l'OGC Nice voit le club s'engager dans les deux compétitions nationales que sont la Ligue 1 et la Coupe de France.
L'équipe, qui a terminé 5e la saison précédente se qualifie pour le Tour de barrages de la Ligue Europa Conférence.
L'équipe réserve est engagée dans le championnat de National 3, dans le groupe Groupe Corse-Méditerranée, et évolue au stade Charles-Ehrmann.

## Résumé de la saison

### Avant-saison
La reprise de l'entrainement se fait le 27 juin avec le nouvel entraineur Lucien Favre, intronisé la même journée.
Lors de sa préparation, l'équipe rencontre le Lausanne-Sport dans le derby INEOS maintenant traditionnel, puis les belges du Cercle Bruges avant de se rendre au Portugal pour l'Algarve Cup (pour la première fois depuis 2016) et rencontrer le Benfica et le Fulham FC.

### Championnat
{A venir ...}

### Coupe de France
{A venir ...}

## Effectif professionnel actuel
En grisé, les sélections de joueurs internationaux chez les jeunes mais n'ayant jamais été appelés aux échelons supérieur une fois l'âge limite dépassé ou les joueurs ayant pris leur retraite internationale.

## Transferts
| Nom                   | Nationalité    | Poste     | Transfert       | Provenance/Destination                   |
| --------------------- | -------------- | --------- | --------------- | ---------------------------------------- |
| Arrivées              |                |           |                 |                                          |
| Kasper Schmeichel     | Danemark       | Gardien   | Transfert       | Leicester City FC (Premier League)       |
| Mattia Viti           | Italie         | Défenseur | Transfert       | Empoli Calcio (Serie A)                  |
| Sofiane Diop          | France         | Attaquant | Transfert       | AS Monaco (Ligue 1)                      |
| Gaëtan Laborde        | France         | Attaquant | Transfert       | Stade rennais (Ligue 1)                  |
| Alexis Beka Beka      | France         | Milieu    | Transfert       | Lokomotiv Moscou (Premier-Liga)          |
| Rareș Ilie            | Roumanie       | Milieu    | Transfert       | Rapid Bucarest (Liga I)                  |
| Aaron Ramsey          | Pays de Galles | Milieu    | Libre           | Juventus FC (Serie A)                    |
| Ross Barkley          | Angleterre     | Milieu    | Libre           | Chelsea FC (Premier League)              |
| Nicolas Pépé          | Côte d'Ivoire  | Attaquant | Prêt sans OA    | Arsenal FC (Premier League)              |
| Joe Bryan             | Angleterre     | Défenseur | Prêt sans OA    | Fulham FC (Premier League)               |
| Mads Bech Sørensen    | Danemark       | Défenseur | Prêt sans OA    | Brentford FC (Premier League)            |
| Ayodeji Sotona        | Irlande        | Attaquant | Retour de prêt  | Brentford FC (Premier League)            |
| Lucas Da Cunha        | France         | Milieu    | Retour de prêt  | Clermont Foot 63 (Ligue 1)               |
| Alexis Trouillet      | France         | Milieu    | Retour de prêt  | AJ Auxerre (Ligue 1)                     |
| Jean N'Guessan        | Côte d'Ivoire  | Milieu    | Retour de prêt  | Lausanne-Sport (Challenge League)        |
| Armel Zohouri         | Côte d'Ivoire  | Défenseur | Retour de prêt  | Lausanne-Sport (Challenge League)        |
| Thomas Trazié         | Côte d'Ivoire  | Milieu    | Retour de prêt  | Lausanne-Sport (Challenge League)        |
| Brahima Ouattara      | Côte d'Ivoire  | Milieu    | Retour de prêt  | Lausanne-Sport (Challenge League)        |
| Ibrahim Cissé         | Côte d'Ivoire  | Défenseur | Retour de prêt  | Le Mans FC (National)                    |
| Badredine Bouanani    | Algérie        | Attaquant | 1er contrat pro | LOSC Lille B (National 3)                |
| Antoine Mendy         | France         | Défenseur | 1er contrat pro | OGC Nice B (National 3)                  |
| Daouda Traoré         | France         | Milieu    | 1er contrat pro | OGC Nice B (National 3)                  |
| Départs               |                |           |                 |                                          |
| Amine Gouiri          | France         | Attaquant | Transfert       | Stade rennais (Ligue 1)                  |
| Flavius Daniliuc      | Autriche       | Défenseur | Transfert       | Salernitana (Serie A)                    |
| Alexis Trouillet      | France         | Milieu    | Transfert       | Panathinaïkós (Superleague Elláda)       |
| Danilo Barbosa        | Brésil         | Milieu    | Transfert       | Botafogo FR (Brasileirão)                |
| Justin Kluivert       | Pays-Bas       | Attaquant | Retour de prêt  | AS Roma (Serie A)                        |
| Jordan Amavi          | France         | Défenseur | Retour de prêt  | Olympique de Marseille (Ligue 1)         |
| Kasper Dolberg        | Danemark       | Attaquant | Prêt avec OA    | FC Séville (Liga)                        |
| Ayodeji Sotona        | Irlande        | Attaquant | Prêt avec OA    | Kilmarnock FC (Scottish Premiership)     |
| Alexis Claude-Maurice | France         | Attaquant | Prêt sans OA    | RC Lens (Ligue 1)                        |
| Evann Guessand        | France         | Attaquant | Prêt sans OA    | FC Nantes (Ligue 1)                      |
| Calvin Stengs         | Pays-Bas       | Attaquant | Prêt sans OA    | Royal Antwerp (Division 1A)              |
| Jean N'Guessan        | Côte d'Ivoire  | Milieu    | Prêt sans OA    | Nîmes Olympique (Ligue 2)                |
| Justin Smith          | Canada         | Défenseur | Prêt sans OA    | US Quevilly Rouen Metropole (Ligue 2)    |
| Ange Ahoussou         | Côte d'Ivoire  | Défenseur | Prêt sans OA    | La Berrichonne de Châteauroux (National) |
| Walter Benítez        | Argentine      | Gardien   | Libre           | PSV Eindhoven (Eredivisie)               |
| Thomas Trazié         | Côte d'Ivoire  | Milieu    | Libre           | Beitar Jérusalem (Ligat HaAl)            |
| Armel Zohouri         | Côte d'Ivoire  | Défenseur | Libre           | Sheriff Tiraspol (Super Liga)            |
| Brahima Ouattara      | Côte d'Ivoire  | Milieu    | Libre           | Neuchâtel Xamax (Challenge League)       |
| Ihsan Sakho           | France         | Attaquant | Libre           | US Avranches (National)                  |
| Ibrahim Cissé         | Côte d'Ivoire  | Défenseur | Libre           | AS Nancy-Lorraine (National)             |

| Nom                   | Nationalité | Poste     | Transfert       | Provenance/Destination                      |
| --------------------- | ----------- | --------- | --------------- | ------------------------------------------- |
| Arrivées              |             |           |                 |                                             |
| Youssouf Ndayishimiye | Burundi     | Défenseur | Transfert       | İstanbul Başakşehir (Süper Lig)             |
| Terem Moffi           | Nigeria     | Attaquant | Prêt avec OAO   | FC Lorient (Ligue 1)                        |
| Kasper Dolberg        | Danemark    | Attaquant | Retour de prêt  | FC Séville (Liga)                           |
| Robson Bambu          | Brésil      | Milieu    | Retour de prêt  | SC Corinthians (Brasileirão)                |
| Ayodeji Sotona        | Irlande     | Attaquant | Retour de prêt  | Kilmarnock FC (Scottish Premiership)        |
| Yannis Nahounou       | France      | Défenseur | 1er contrat pro | OGC Nice B (National 3)                     |
| Départs               |             |           |                 |                                             |
| Mario Lemina          | Gabon       | Milieu    | Transfert       | Wolverhampton Wanderers FC (Premier League) |
| Lucas Da Cunha        | France      | Milieu    | Transfert       | Côme 1907 (Serie B)                         |
| Andy Delort           | Algérie     | Attaquant | Prêt avec OAO   | FC Nantes (Ligue 1)                         |
| Kasper Dolberg        | Danemark    | Attaquant | Prêt avec OA    | TSG Hoffenheim (Bundesliga)                 |
| Robson Bambu          | Brésil      | Milieu    | Prêt avec OA    | CR Vasco da Gama (Brasileirão)              |
| Morgan Schneiderlin   | France      | Milieu    | Prêt avec OA    | Western Sydney Wanderers FC (A-League)      |
| Rareș Ilie            | Roumanie    | Milieu    | Prêt sans OA    | Maccabi Tel-Aviv (Ligat HaAl)               |
| Mads Bech Sørensen    | Danemark    | Défenseur | Retour de prêt  | Brentford FC (Premier League)               |
| Ayodeji Sotona        | Irlande     | Attaquant | Libre           | Burnley FC (Championship)                   |

## Détail des matchs

### Matchs amicaux (avant-saison)
(À venir)

### Ligue 1

#### Classement
| Rang | Équipe             | Pts | J  | G  | N  | P  | Bp | Bc | Diff |
| ---- | ------------------ | --- | -- | -- | -- | -- | -- | -- | ---- |
| 7    | Olympique lyonnais | 62  | 38 | 18 | 8  | 12 | 65 | 47 | +18  |
| 8    | Clermont Foot 63   | 59  | 38 | 17 | 8  | 13 | 45 | 49 | −4   |
| 9    | OGC Nice           | 58  | 38 | 15 | 13 | 10 | 48 | 37 | +11  |
| 10   | FC Lorient         | 55  | 38 | 15 | 10 | 13 | 52 | 53 | −1   |
| 11   | Stade de Reims     | 51  | 38 | 12 | 15 | 11 | 45 | 45 | 0    |

### Ligue Europa Conférence 2022-2023
Les adversaires Européens de l'OGC Nice cette saison sont :
- FK Partizan
- 1. FC Cologne
- 1. FC Slovácko

Phase finale

## Saison 2022-2023

### Derbies de la saison

#### Championnat
| Club     | Aller | Retour | Club                   |
| -------- | ----- | ------ | ---------------------- |
| OGC Nice | 0 - 3 | 3 - 1  | Olympique de Marseille |
| OGC Nice | 0 - 1 | 3 - 0  | AS Monaco              |

#### Résultats par journée
| Journée   | 01 | 02  | 03  | 04  | 05  | 06  | 07  | 08  | 09  | 10  | 11  | 12  | 13  | 14 | 15 | 16 | 17  | 18  | 19  | 20  | 21 | 22 | 23 | 24 | 25 | 26 | 27 | 28 | 29 | 30 | 31 | 32  | 33 | 34 | 35  | 36 | 37 | 38 |
| --------- | -- | --- | --- | --- | --- | --- | --- | --- | --- | --- | --- | --- | --- | -- | -- | -- | --- | --- | --- | --- | -- | -- | -- | -- | -- | -- | -- | -- | -- | -- | -- | --- | -- | -- | --- | -- | -- | -- |
| Terrain   | E  | D   | E   | D   | E   | D   | E   | D   | E   | D   | E   | D   | E   | D  | E  | D  | E   | D   | E   | D   | E  | E  | D  | D  | E  | D  | E  | D  | E  | D  | E  | D   | E  | D  | E   | D  | E  | D  |
| Résultats | N  | N   | D   | D   | V   | D   | V   | D   | D   | V   | N   | N   | V   | V  | N  | N  | D   | V   | N   | V   | V  | V  | V  | N  | V  | N  | N  | N  | N  | D  | D  | D   | V  | V  | D   | N  | V  | V  |
| Points    | 1  | 2   | 2   | 2   | 5   | 5   | 8   | 8   | 8   | 11  | 12  | 13  | 16  | 19 | 20 | 21 | 21  | 24  | 25  | 28  | 31 | 34 | 37 | 38 | 41 | 42 | 43 | 44 | 45 | 45 | 45 | 45  | 48 | 51 | 51  | 52 | 55 | 58 |
| Place     | 9e | 12e | 16e | 18e | 15e | 16e | 12e | 13e | 13e | 13e | 13e | 12e | 10e | 9e | 9e | 9e | 11e | 10e | 10e | 10e | 8e | 8e | 7e | 8e | 7e | 7e | 7e | 7e | 8e | 9e | 9e | 10e | 9e | 8e | 10e | 9e | 9e | 9e |

Source : lfp.fr (Ligue de football professionnel)
Terrain : D = Domicile ; E = Extérieur. Résultat : D = Défaite ; N = Nul ; V = Victoire.

### Statistiques diverses

#### Meilleurs buteurs
Ligue 1 et coupes
|   | Buteur                | L1 | LEC | CDF | Total |
| - | --------------------- | -- | --- | --- | ----- |
| 1 | Gaëtan Laborde        | 13 | 3   | 0   | 16    |
| 2 | Terem Moffi           | 6  | 3   | 0   | 9     |
| 3 | Nicolas Pépé          | 6  | 2   | 0   | 8     |
| 4 | Andy Delort           | 6  | 1   | 0   | 7     |
| 5 | Bilal Brahimi         | 3  | 2   | 0   | 5     |
| 6 | Ross Barkley          | 4  | 0   | 0   | 4     |
| 7 | Khéphren Thuram       | 2  | 0   | 0   | 2     |
| 7 | Sofiane Diop          | 1  | 1   | 0   | 2     |
| 9 | Aaron Ramsey          | 1  | 0   | 0   | 1     |
| 9 | Mattia Viti           | 1  | 0   | 0   | 1     |
| 9 | Youcef Atal           | 1  | 0   | 0   | 1     |
| 9 | Dante                 | 1  | 0   | 0   | 1     |
| 9 | Youssouf Ndayishimiye | 1  | 0   | 0   | 1     |
| 9 | Hicham Boudaoui       | 1  | 0   | 0   | 1     |
| 9 | Alexis Claude-Maurice | 0  | 1   | 0   | 1     |
| 9 | Alexis Beka Beka      | 0  | 1   | 0   | 1     |
| 9 | Joe Bryan             | 0  | 1   | 0   | 1     |
| 9 | Mario Lemina          | 0  | 1   | 0   | 1     |
| 9 | Ayoub Amraoui         | 0  | 1   | 0   | 1     |
| # | CSC                   | 1  | 0   | 0   | 1     |
|   | 19 buteurs            | 48 | 17  | 0   | 65    |

#### Meilleurs passeurs
Ligue 1 et coupes
|    | Passeur            | L1 | LEC | CDF | Total |
| -- | ------------------ | -- | --- | --- | ----- |
| 1  | Khéphren Thuram    | 2  | 3   | 0   | 5     |
| 2  | Sofiane Diop       | 4  | 0   | 0   | 4     |
| 2  | Badredine Bouanani | 4  | 0   | 0   | 4     |
| 2  | Gaëtan Laborde     | 3  | 1   | 0   | 4     |
| 5  | Terem Moffi        | 3  | 0   | 0   | 3     |
| 6  | Bilal Brahimi      | 2  | 0   | 0   | 2     |
| 6  | Antoine Mendy      | 2  | 0   | 0   | 2     |
| 6  | Dante              | 2  | 0   | 0   | 2     |
| 6  | Jordan Lotomba     | 2  | 0   | 0   | 2     |
| 6  | Ross Barkley       | 2  | 0   | 0   | 2     |
| 6  | Hicham Boudaoui    | 2  | 0   | 0   | 2     |
| 6  | Youcef Atal        | 1  | 1   | 0   | 2     |
| 6  | Pablo Rosario      | 1  | 1   | 0   | 2     |
| 6  | Aaron Ramsey       | 1  | 1   | 0   | 2     |
| 15 | Andy Delort        | 1  | 0   | 0   | 1     |
| 15 | Mario Lemina       | 0  | 1   | 0   | 1     |
| 15 | Joe Bryan          | 0  | 1   | 0   | 1     |
|    | 17 passeurs        | 32 | 9   | 0   | 41    |

#### Aiglon du mois
| Mois         | Vainqueur             |
| ------------ | --------------------- |
| Août         | Jean-Clair Todibo     |
| Septembre    | Jean-Clair Todibo (2) |
| Octobre      | Mario Lemina          |
| Novembre     | Kasper Schmeichel     |
| Décembre     | Jean-Clair Todibo (3) |
| Janvier 2024 | Kasper Schmeichel (2) |
| Février      | Gaëtan Laborde        |
| Mars         | Gaëtan Laborde (2)    |

### Autres

#### Buts
- Premier but de la saison : Aaron Ramsey   78e lors de Toulouse FC 1-1 OGC Nice, le 7 août 2022 (1e journée).
- Dernier but de la saison : Terem Moffi   33e lors de OGC Nice - OL, le 3 juin 2022 (38e journée).
- Premier penalty : Andy Delort   35e lors de OGC Nice 1-1 RC Strasbourg, le 14 août 2022.
- Premier doublé : Nicolas Pépé   15e,   56e lors de OGC Nice 6-1 Montpellier HSC, le 11 janvier 2023.
- Premier triplé :
- But le plus rapide d'une rencontre : Joe Bryan   1re lors de FK Partizan - OGC Nice, le 15 septembre 2022.
- But le plus tardif d'une rencontre :  Alexis Beka Beka   113e lors de OGC Nice - Maccabi Tel-Aviv, le 25 aout 2022.
- Plus grand nombre de buts marqués : 6 buts
  - OGC Nice 6 - 1 Montpellier HSC, le 11 janvier 2023.
- Plus grand nombre de buts marqués en une mi-temps : 4 buts
  - OGC Nice 6 - 1 Montpellier HSC, le 11 janvier 2023.

## Équipe réserve
|      | \| Rang \| Équipe \| Pts \| J \| G \| N \| P \| Bp \| Bc \| Diff \| \| ---- \| ------------- \| ---- \| -- \| - \| - \| -- \| -- \| -- \| ---- \| \| 12 \| OGC Nice rés. \| 21-4 \| 24 \| 7 \| 4 \| 13 \| 43 \| 48 \| -5 \| |      |    |   |   |    |    |    |      |
| Rang | Équipe | Pts  | J  | G | N | P  | Bp | Bc | Diff |
| 12   | OGC Nice rés. | 21-4 | 24 | 7 | 4 | 13 | 43 | 48 | -5   |